# Église protestante de Munster
L’église protestante de Munster est une église paroissiale de l’Union des Églises protestantes d'Alsace et de Lorraine située à Munster, dans la Collectivité européenne d’Alsace. Débutée en 1867 sous la direction de l’architecte Frédéric-Louis de Rutté, la construction s’achève à la fin de l’année 1873. L’inauguration de l’édifice le 1er janvier 1874 met fin à plusieurs décennies de conflit entre les communautés catholiques et protestantes, qui devaient jusque là se partager l’église Saint-Léger.

## Histoire

### Contexte
La religion réformée devient dominante à Munster au cours du XVIe siècle. Les protestants prennent alors possession de l’église paroissiale Saint-Léger tandis que les catholiques partagent l’église abbatiale avec les moines de l’abbaye. Après l’annexion de l’Alsace par Louis XIV, les Français imposent largement dans la province le simultaneum, c’est-à-dire le partage de l’église paroissiale entre le culte protestant et le culte catholique, dans l’idée de renforcer le catholicisme. À Munster, cette disposition est appliquée dans l’église Saint-Léger dès 1686, ce qui engendre de nombreux conflits dans les siècles qui suivent. Au milieu du XIXe siècle, l’accroissement démographique rend la cohabitation de plus en plus difficile, d’autant plus que l’église paroissiale est alors très délabrée, et l’idée de construire une deuxième église s’impose progressivement dans les esprits. 

### Un projet laborieux
Le curé et le pasteur font ensemble la demande de construction d’une deuxième église le 9 novembre 1853, mais le conseil municipal rejette cette idée en invoquant le coût trop élevé pour la commune. Ce refus est probablement aussi motivé par la réticence persistante des protestants, qui constituent plus des trois-quarts du conseil municipal et sont dominants dans les classes supérieures de la commune, à financer des travaux bénéficiant aux catholiques. La mise en application du dogme de l’Immaculée Conception en 1855 jette encore de l’huile sur le feu, les catholiques ayant abondamment décoré l’église commune pour cette fête désapprouvée par les protestants.
Il faut attendre 1858 pour que le projet soit relancé à la demande du pasteur Steinbrenner. À cette date l’église Saint-Léger est délabrée, le préfet du Haut-Rhin refusant depuis plusieurs années les demandes de travaux afin d’obliger le conseil municipal à approuver la construction d’une deuxième église. Elle a par ailleurs bien du mal à desservir correctement les dix mille protestants et quatre mille catholiques des deux paroisses. Le conseil municipal admet finalement la nécessité de construire une deuxième église, mais le conflit se déporte alors sur le destinataire de la nouvelle église : le curé Hanser veut construire une église catholique et que l’ancienne soit laissée aux protestants, tandis que le maire Frédéric Hartmann, un ultra-protestant, désire l’inverse,.
L’un comme l’autre n’ont pas forcément le soutien sans faille de leurs coreligionnaires. Chaque communauté craint en effet le coût qu’elle devra supporter pour un nouvel édifice, alors que la simple réfection de l’ancien serait moins chère,. La communauté catholique préfère en outre plutôt l’ancienne église, qui est située au cœur des quartiers catholiques. De son côté le conseil presbytéral protestant est réticent à abandonner ses droits sur celle-ci et préfère attendre l’accord des autorités religieuses, qui est reçu le 31 août 1858.
Le maire, auquel l’influence de sa famille confère par ailleurs un pouvoir presque absolu, obtient finalement gain de cause et il est acté que la nouvelle église sera protestante. Le terrain retenu est l’emplacement du presbytère protestant, au sud-ouest de la place du marché, qui a l’avantage d’être situé au cœur des quartiers protestants et au centre de la ville. La Ville ayant enfin pris sa décision, le projet reste à approuver par l’autorité impériale. Celle-ci refuse d’abord en raison de l’absence de participation financière du consistoire protestant de Munster. Ce n’est qu’après que le maire ait certifié que celui-ci était sans ressources que la construction est reconnue d’utilité publique et autorisée par décret impérial le 15 mars 1862.

### Construction
Bien que le projet ait été approuvé, la construction ne peut démarrer immédiatement : il faut en effet d’abord préparer le terrain, ce qui implique de démolir un certain nombre de maison. Ces travaux préparatoires durent sept ans et le chantier de construction lui-même n’est adjugé que le 8 octobre 1867 à l’architecte Frédéric-Louis de Rutté, à l’entrepreneur Büffler de Mulhouse pour la maçonnerie et à la maison Boigues et Rambourg, de Fourchambault, pour l’ossature métallique, la construction débutant au printemps 1868,,. Il y a dans l’intervalle un litige entre les autorités municipales et ecclésiastiques sur les plans : ces dernières critiquent la forme de l’édifice, la décoration dispendieuse de l’extérieur et surtout l’emplacement de la chair et le manque de lumière, nuisibles selon eux au bon déroulement du culte. Ces remarques ne sont toutefois pratiquement pas prises en compte dans les plans finaux.
Les travaux durent six ans, la ville remettant officiellement les clés de l’édifice à la communauté protestante le 29 décembre 1873. La veille, les protestants célèbrent un culte d’adieu à l’église Saint-Léger et l’inauguration se déroule en grande pompe le 1er janvier 1874, Frédéric Hartmann ayant usé de son influence pour que celle-ci ait lieu le plus rapidement possible,.
De nombreux petits travaux ont lieu dans les années qui suivent afin d’essayer de résoudre un problème ayant émergé dès la mise en service de l’édifice, à savoir sa résonance, qui rend difficile la compréhension du pasteur par tous lors des sermons. Ainsi, moins de deux mois après l’ouverture, le 26 février 1874, le conseil presbytéral propose de fermer le chœur par une cloison, mais l’essai réalisé avec un rideau ne donne aucun effet tangible. De nombreuses autres propositions sont faites pour ajouter des cloisons à différents endroits, rabaisser le plafond ou déplacer la chaire, mais peu sont réalisées. La seule action concrète n’a lieu que vers 1881 avec la pose d’une cloison vitrée sous la tribune de l’orgue.

### Reconstruction
La ville est fortement bombardée pendant la Première Guerre mondiale à partir d’août 1915 et l’église protestante n’est pas épargnée. Les obus détruisent les toitures et percent les voûtes, les intempéries causant ensuite d’importants dommages à l’édifice. La dévastation presque totale de la ville relègue la restauration de l’édifice au second plan après la fin de la guerre et ce n’est qu’en 1921 que les travaux débutent. Ceux-ci sont confiés aux architectes Robert Voelckel et Charles Wolff pour la direction, à l’entrepreneur Urban et Cie pour le gros œuvre et au peintre Louis-Philippe Kamm pour l’aménagement intérieur,. 
Résolu à profiter de l’occasion pour régler définitivement les problèmes acoustiques, le conseil presbytéral cherche à entreprendre des transformations radicales, notamment en supprimant le chœur et le transept. Ces changements sont toutefois mal accueillis par la communauté et les débats qui s’ensuivent ralentissent les travaux jusqu’en 1927. Finalement le chœur et le transept sont conservés, mais ce dernier et les tribunes sont en partie fermés par des cloisons, tandis que le plafond est rabaissé.
L’église restaurée est inaugurée en décembre 1927.

## Architecture
L’édifice adopte un plan en croix latine avec le chœur à l’ouest. Il est construit sur une terrasse artificielle aux murs de granite, tandis que l’église elle-même est entièrement bâtie en moyen appareil de grès rose. L’accès principal se fait à l’Est depuis la place du marché, un escalier menant au porche voûté d’ogive et surmonté d’une tour de cinq niveau à flèche maçonnée hexagonale. Le massif du porche est suivi d’une nef de trois travées, prolongée à l’ouest par un chœur semi-circulaire encadré de petites absides, celle au nord servant de sacristie et celle au sud de pièce annexe.

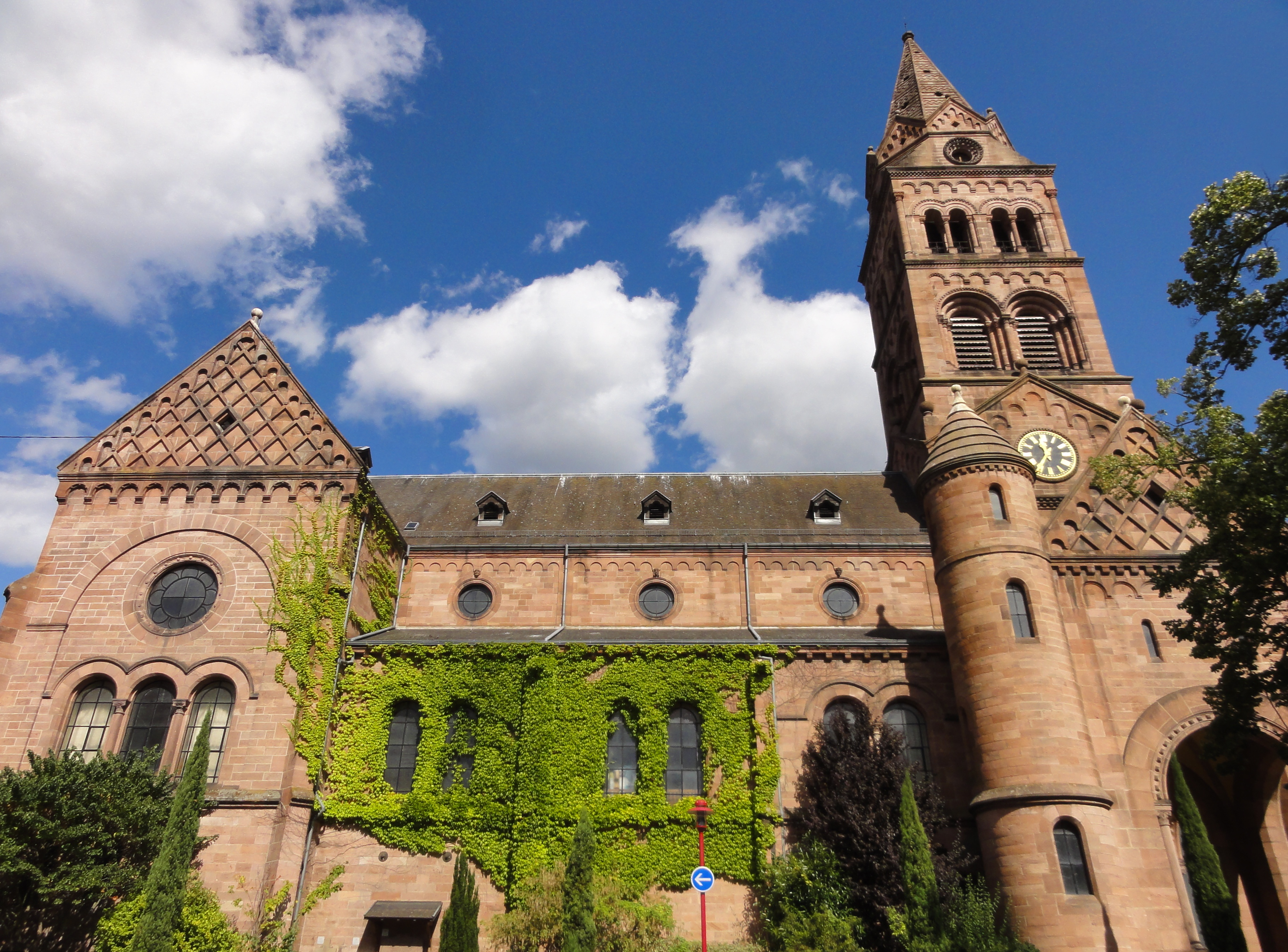
Vue de la face sud.
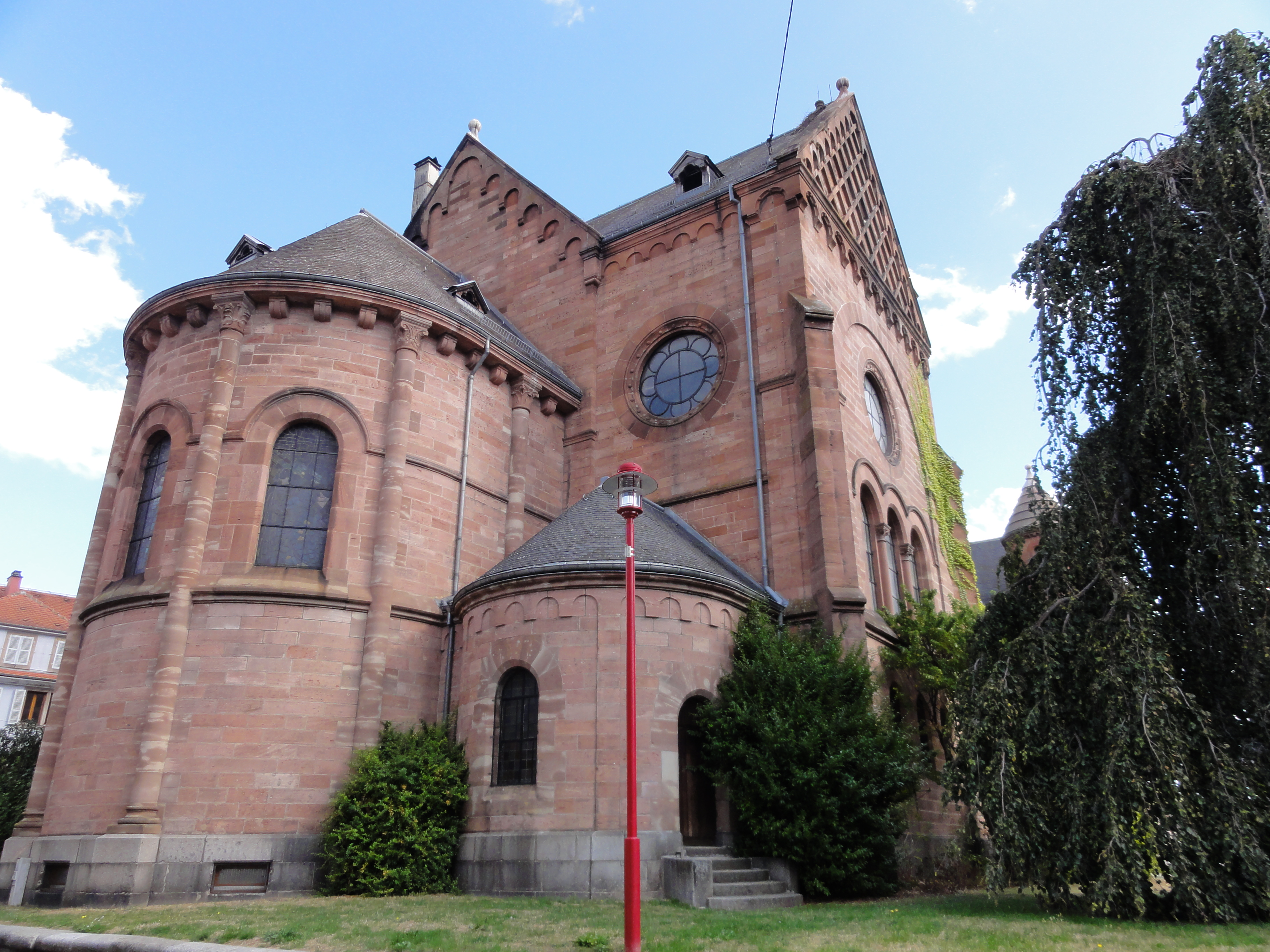
Le chevet vu du sud-ouest.
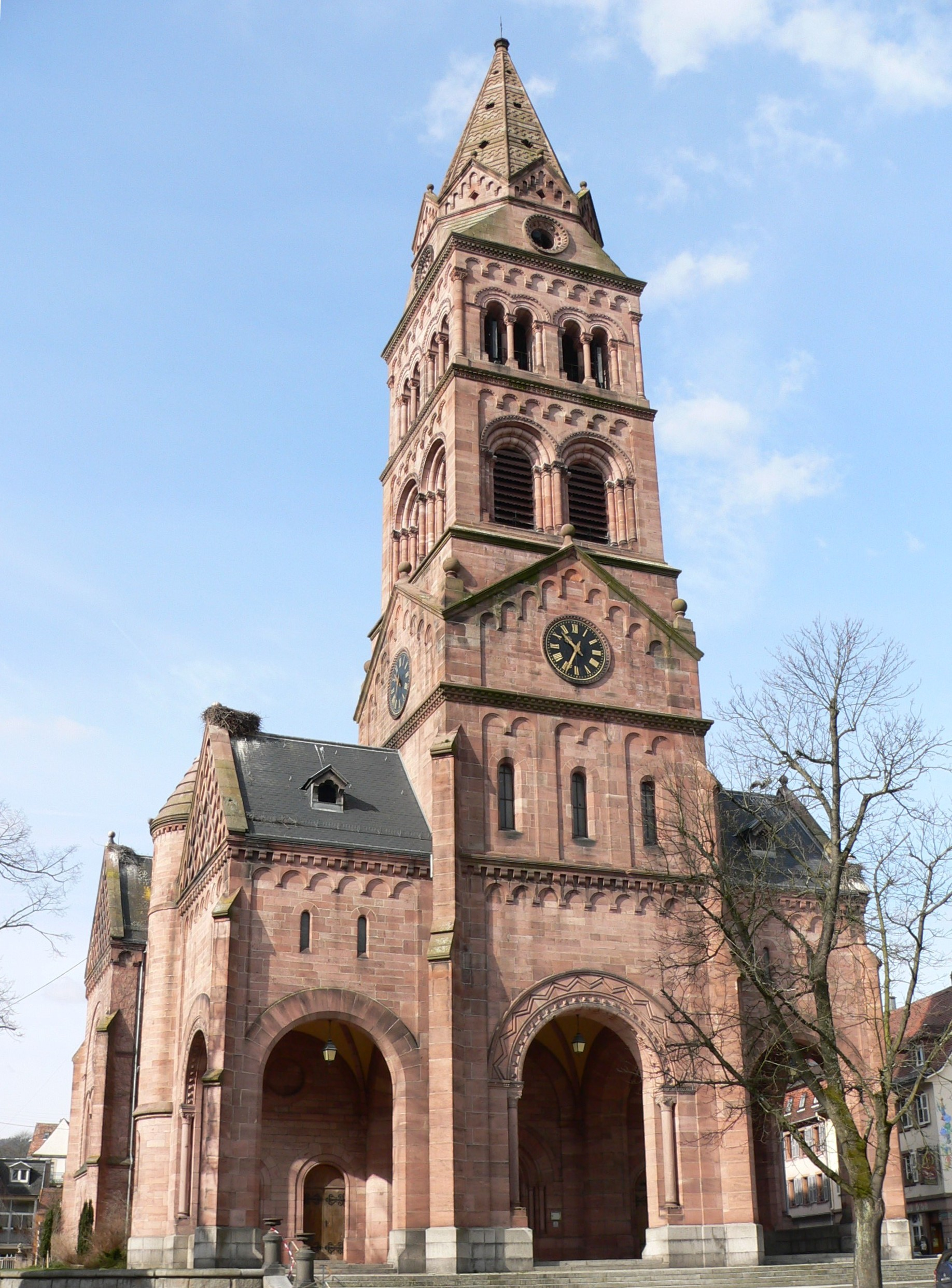
La façade et la tour depuis l’Est.
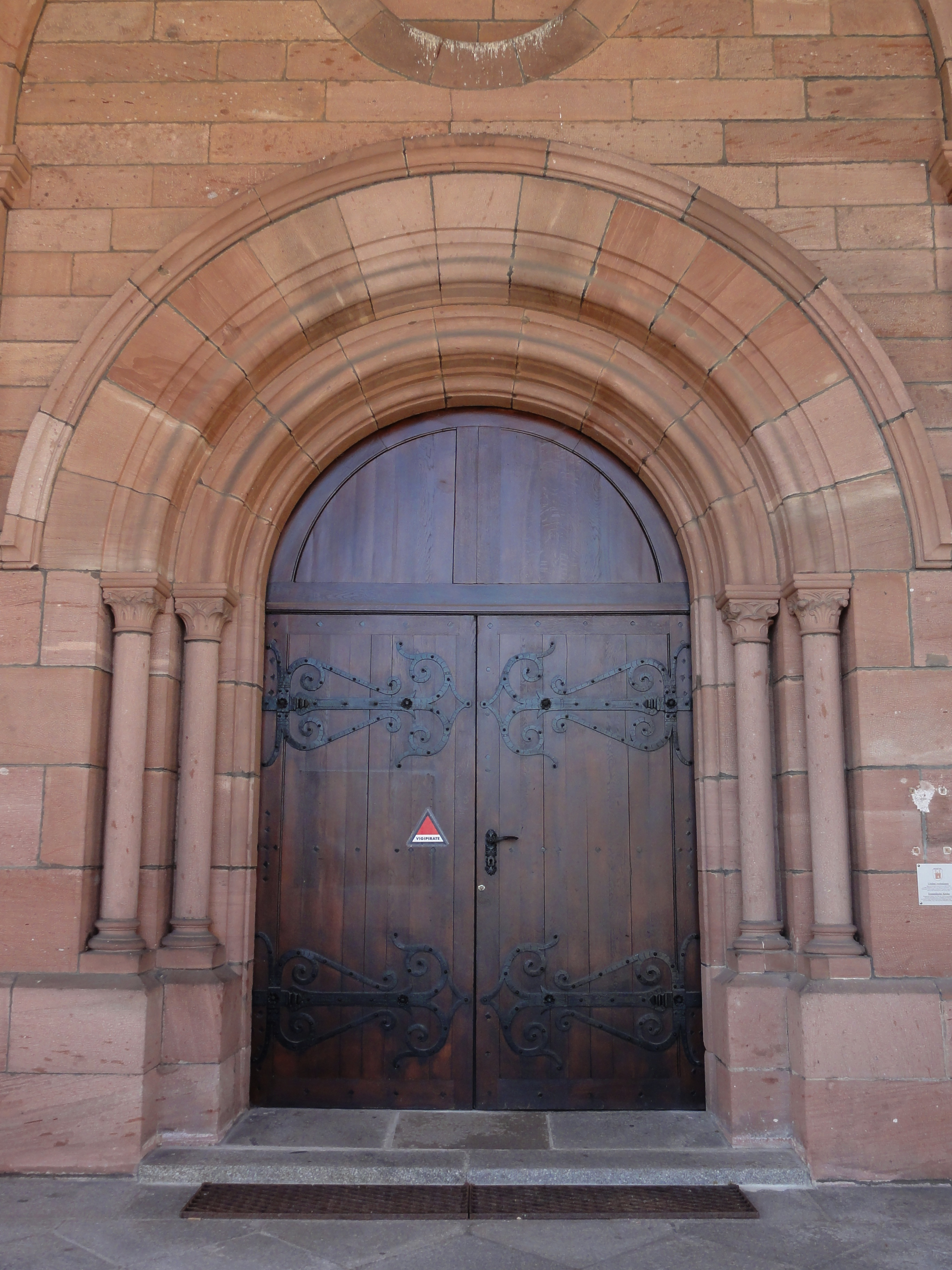
Portail central.
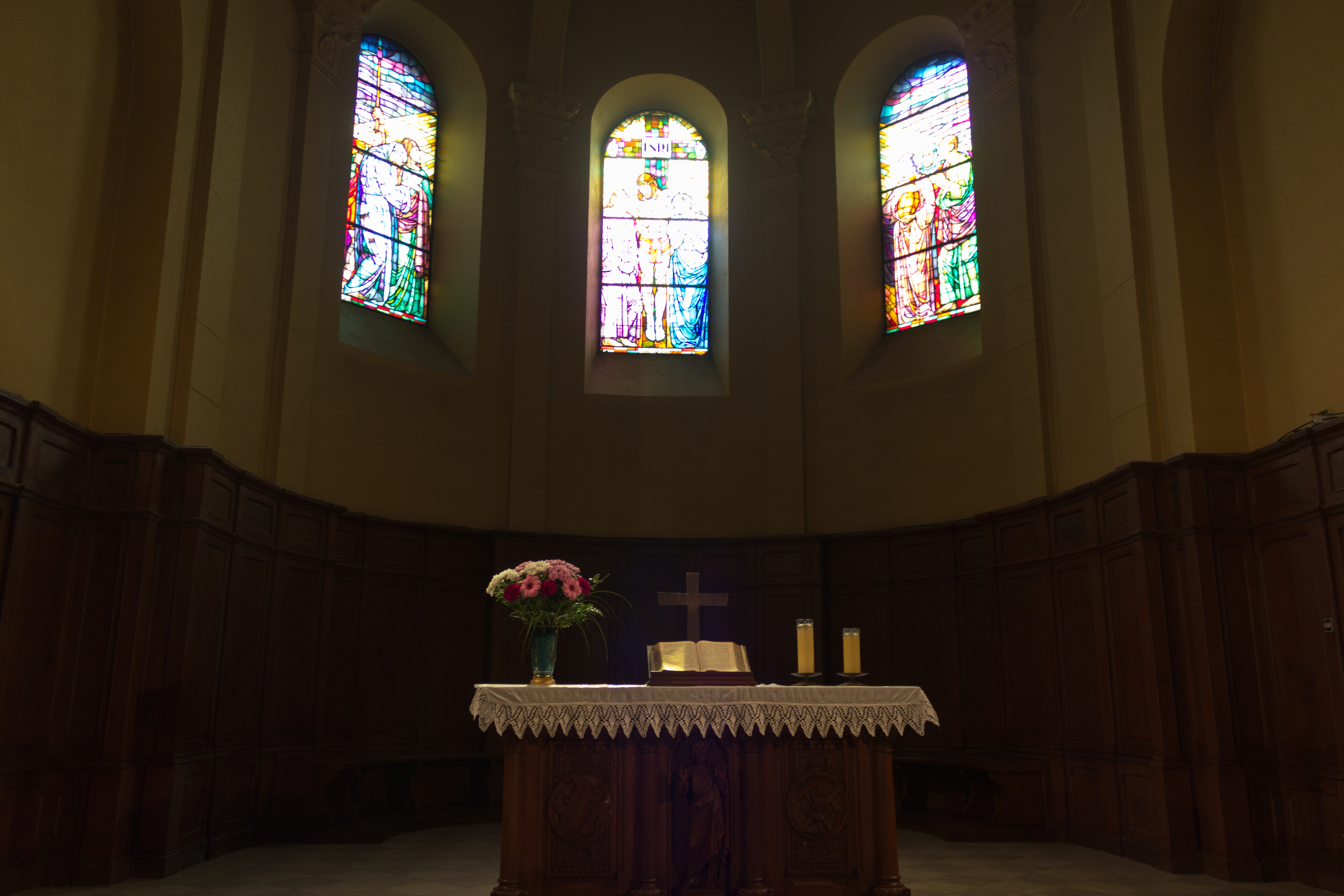
Vue intérieure du chœur.

## Mobilier

### Orgues
Les premiers orgues sont commandés à la maison Walcker le 15 décembre 1871 et réceptionnés le 23 décembre 1873. L’instrument, qui est décrit par la suite par Albert Schweitzer comme l’un des plus beaux d’Alsace, compte 1 830 tuyaux installés dans un buffet néoroman en chêne. Au début de la Première Guerre mondiale, l’orgue est démonté à la hâte et mis à l’abri dans un garage de Colmar, puis dans un entrepôt à Illkirch-Graffenstaden. La mauvaise exécution du démontage et du transport, les conditions de stockage inadaptées et l’envoi par les Allemands d’une partie des tuyaux à la fonderie font qu’il ne reste pratiquement rien d’utilisable de ces orgues à la fin du conflit.
Un nouvel instrument est donc réalisé par la maison Schwenkedel dans les années 1920, après quelques hésitations sur son emplacement, qui est finalement laissé à sa place originelle. Cet instrument, qui est presque aussi apprécié que son prédécesseur, est encore enrichi dans les décennies suivantes, notamment par l’ajout d’un positif de dos.

### Cloches
L’église dispose à l’origine de trois cloches réalisées vers 1883 donnant les notes do, fa et la bémol. Ces cloches sont volées par les Allemands pendant la Première Guerre mondiale et remplacées par un ensemble similaire. Ces cloches, coulées par le fondeur G. Ronat, de Châlette-sur-Loing, sont consacrées le 25 décembre 1925.

### Ornementation intérieure
Alors que l’édifice original est dépourvu d’ornementation, la reconstruction des années 1920 voit l’ajout d’un ensemble de fresques réalisées par le peintre strasbourgeois Louis-Philippe Kamm. L’ensemble retrace l’histoire de la révélation selon le point de vue protestant, avec trois scènes bibliques, le buisson ardent, la conversion de Saül et le baptême de Jésus, qui s’achèvent avec la représentation de Luther traduisant la Bible. Ces peintures se trouvent sur la partie supérieure des murs de la nef, Saül et Luther au nord, tandis que le buisson ardent et Jésus se trouvent au sud. En plus de ces fresques figuratives, les murs sont également ornés de croix, les embrasures des fenêtres et le plafond de motifs décoratifs. L’ensemble de ces peintures est toutefois recouvert par un badigeon beige en 1977,.
De même, c’est au cours de la reconstruction que sont réalisés les vitraux des trois baies du chœur, alors que celles-ci étaient jusqu’alors en verre blanc, à l’instar des autres fenêtres de l’édifice. Ces vitraux, financés par un don d’André Wetzel, sont fabriqués en 1927 par la maison Ott Frères à partir d’un carton qui est lui aussi de la main de Louis-Philippe Kamm. La baie d’axe représente une crucifixion avec saint Jean et la Vierge Marie de part-et-d’autre de la croix, la baie nord montre Marie-Madeleine et Marie et celle du sud Marie et Lazare.

### Monuments funéraires
Trois monuments funéraires se trouvent à l’extérieur, le long du mur sud. Ces monuments ne sont pas liés à l’église, mais proviennent de l’ancien cimetière paroissial, qui se trouvait jusqu’en 1791 autour de l’église Saint-Léger. Ils sont entrés ultérieurement en possession de la commune, qui les a installés à cet emplacement. Le premier à avoir été disposé ici en 1961 est une grande dalle funéraire ayant fait partie de la tombe de Jean-David Oesinger, maire de la ville de 1736 à 1765, et de son épouse. Les deux autres, la dalle de Johann Carl Eccard, pasteur de Munster de 1735 à 1760 et beau-frère de Jean-Daniel Schoepflin et le monument de Matern Jaeglé, maire de 1777 à 1789, ont été installés au début des années 1990,,.

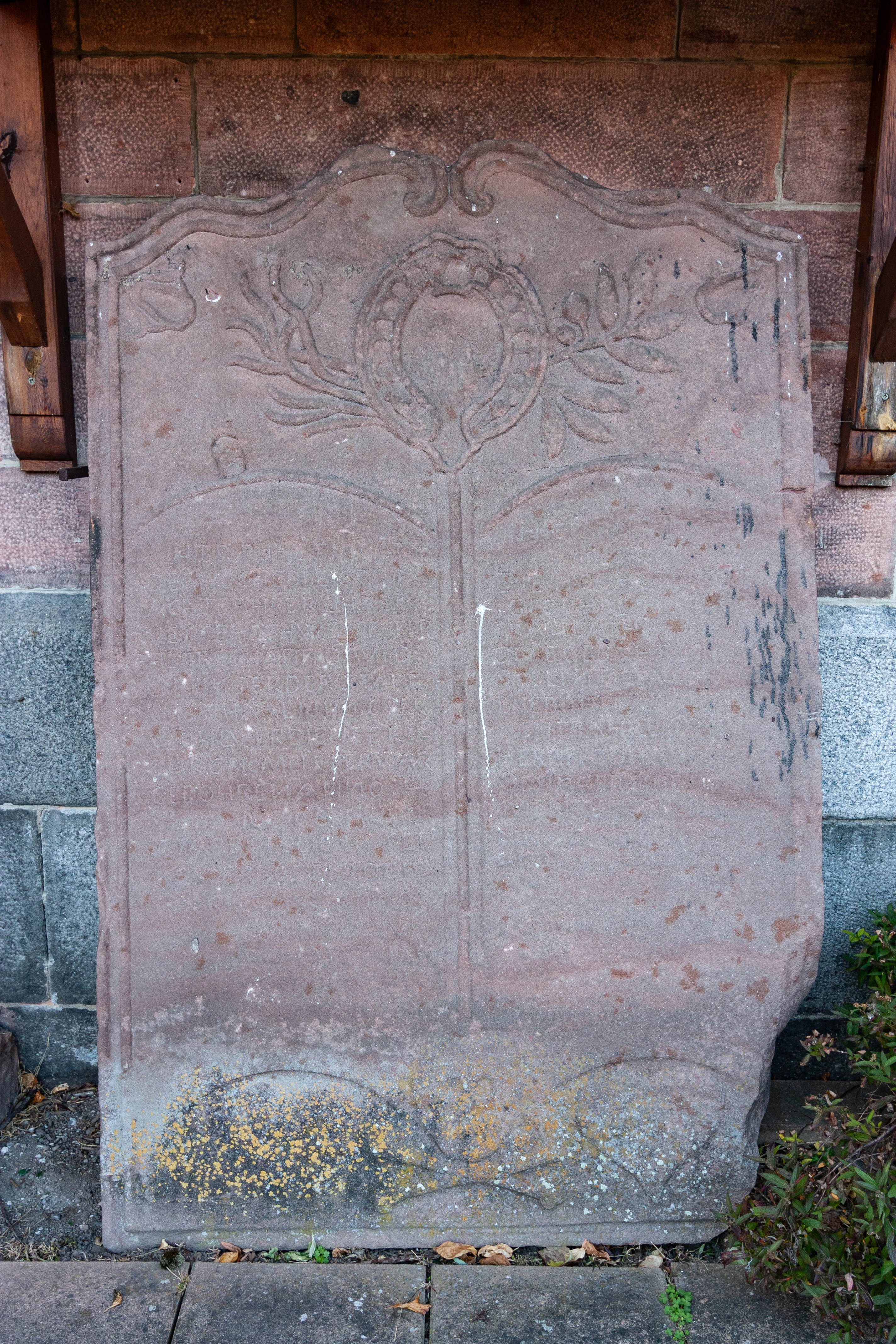
Pierre tombale de Jean David Oesinger et de son épouse.
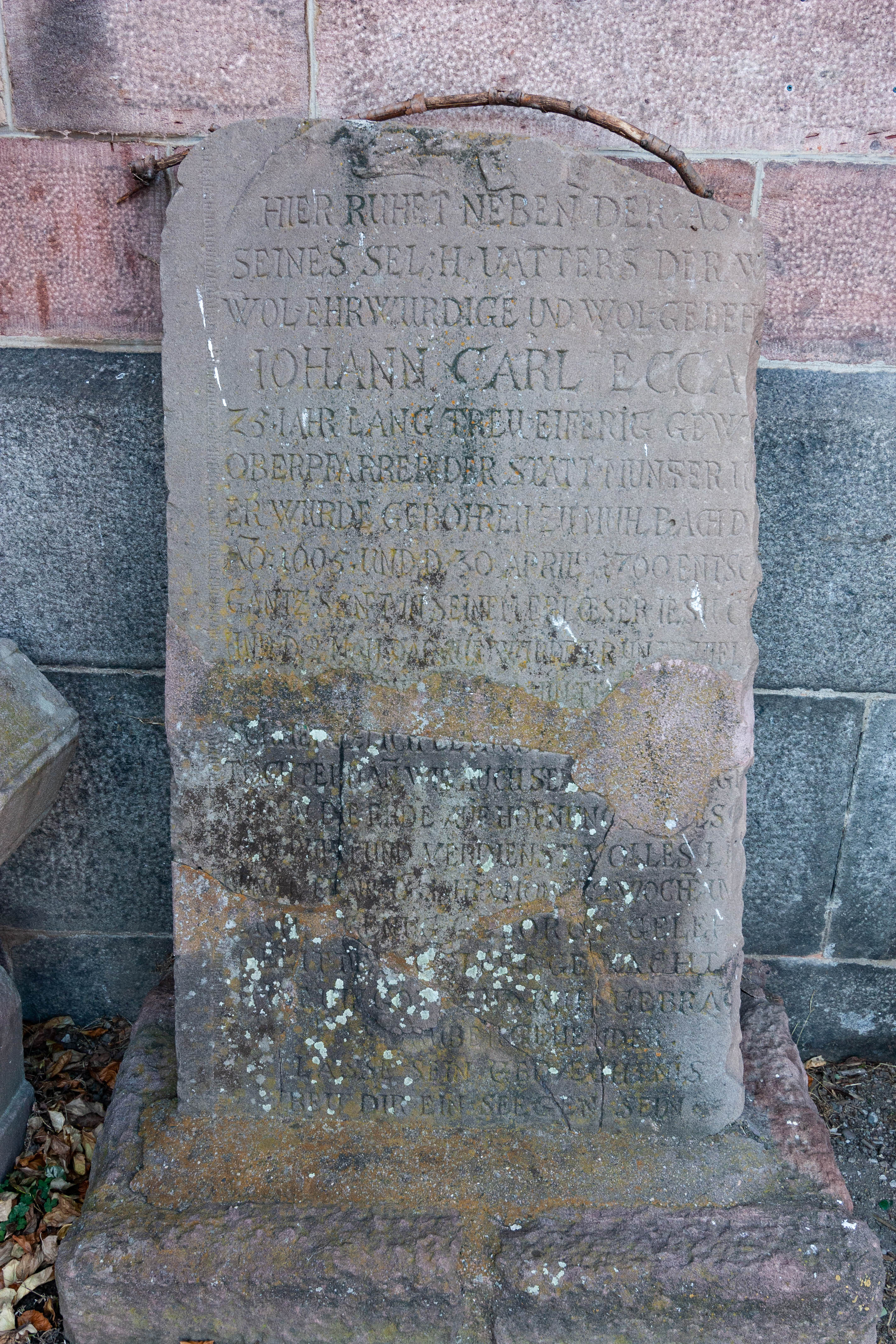
Pierre tombale de Johann Carl Eccard.
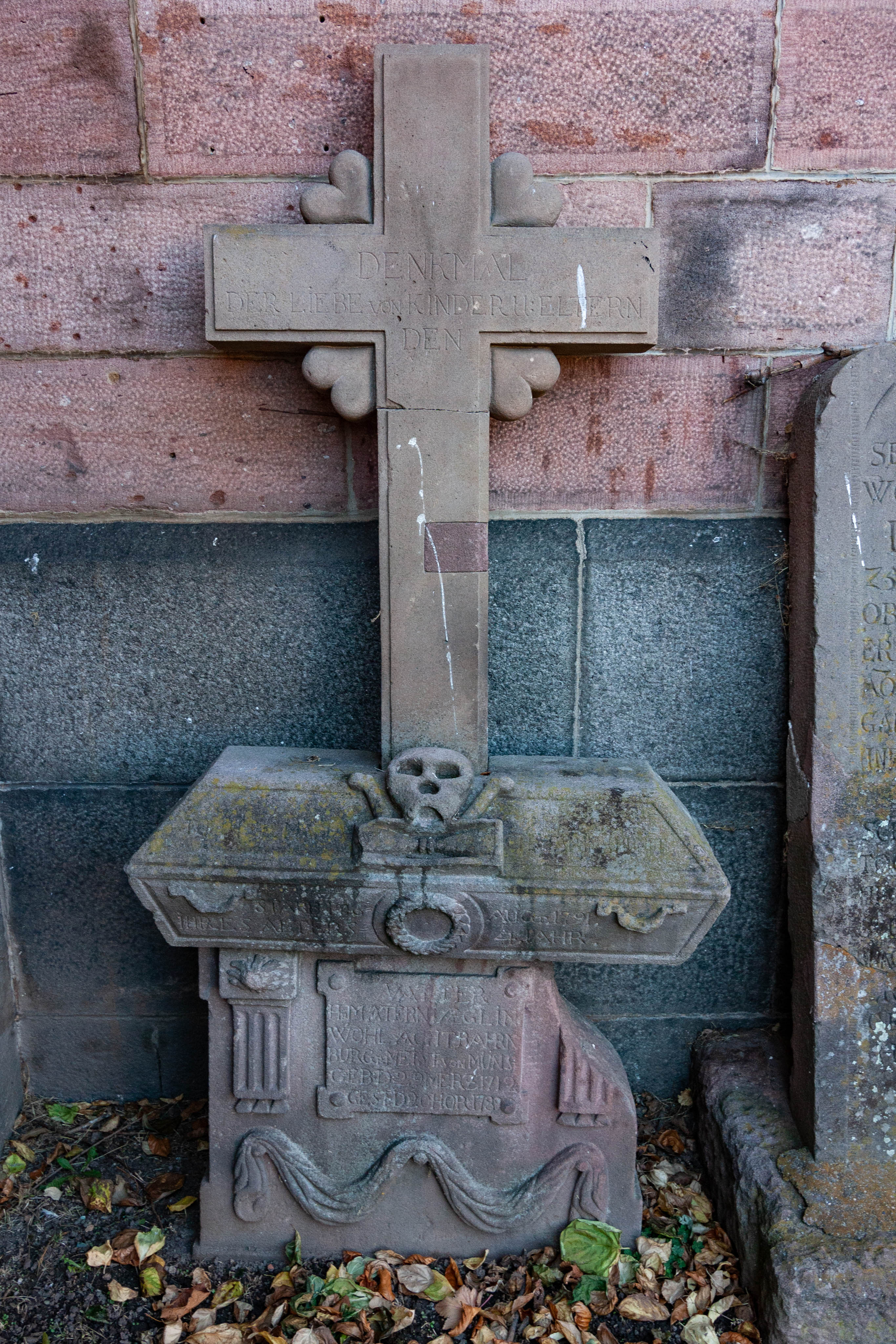
Pierre tombale de Matern Jaeglé.